# Europeiska inomhusmästerskapen i friidrott 1973
Europeiska inomhusmästerskapen i friidrott 1973 inomhus genomfördes 1973 i Rotterdam, Nederländerna. Mästerskapen var de fjärde i ordningen.

## Medaljörer, resultat

### Herrar
60 m
- 1 Zenon Nowosz, Polen – 6,64
- 2 Manfred Kokot, Östtyskland – 6,66
- 3 Raimo Vilén, Finland – 6,71

400 m
- 1 Luciano Sušanj, Jugoslavien – 46,38
- 2 Benno Stops, Östtyskland – 47,31
- 3 Dariusz Podobas, Polen – 47,40

800 m
- 1 Francis Gonzalez, Frankrike – 1.49,17
- 2 Gerhard Stolle, Östtyskland – 1.49,32
- 3 Josef Plachý, Tjeckoslovakien – 1.49,50

1 500 m
- 1 Henryk Szordykowski, Polen – 3.43,01
- 2 Herman Mignon, Belgien – 3.43,16
- 3 Klaus-Peter Justus, Östtyskland – 3.43,36

3 000 m
- 1 Emiel Puttemans, Belgien - 7.44,51
- 2 Willy Polleunis, Belgien – 7.51,86
- 3 Pekka Päivärinta, Finland – 7.52,97

60 m häck
- 1 Frank Siebeck, Östtyskland – 7,71
- 2 Adam Galant, Polen – 7,76
- 3 Thomas Munkelt, Östtyskland – 7,81

4 x 360 m
- 1 Frankrike – 2.46,00
- 2 Västtyskland – 2.46,42

(Endast två lag deltog)
4 x 720 m
- 1 Västtyskland – 6.21,58
- 2 Tjeckoslovakien – 6.21,60
- 3 Polen – 6.26,95

Höjdhopp
- 1 István Major, Ungern – 2,20
- 2 Jiří Palkovský, Tjeckoslovakien – 2,20
- 3 Vassilios Papadimitriou, Grekland – 2,17

Längdhopp
- 1 Hans Baumgartner, Västtyskland – 7,85
- 2 Max Klauss, Östtyskland – 7,83
- 3 Gregorz Cybulski, Polen – 7,81

Stavhopp
- 1 Renato Dionisi. Italien – 5,40
- 2 Hans-Jürgen Ziegler, Västtyskland – 5,35
- 3 Jean-Michel Bellot, Frankrike – 5,30

Trestegshopp
- 1 Carol Corbu, Rumänien – 16,80
- 2 Michal Joachimowski, Polen – 16,75
- 3 Michail Bariban, Sovjetunionen – 16,38

Kulstötning
- 1 Jaroslav Brabec, Tjeckoslovakien – 20,29
- 2 Gerd Lochmann, Östtyskland – 20,12
- 3 Jaromír Vlk, Tjeckoslovakien – 19,68

### Damer
60 m
- 1 Annegret Richter, Västtyskland – 7,27
- 2 Petra Vogt, Östtyskland – 7,29
- 3 Sylviane Telliez, Frankrike – 7,32

400 m
- 1 Verona Bernard, Storbritannien – 53,04
- 2 Waltraud Dietsch, Östtyskland – 53,35
- 3 Renate Siebach, Östtyskland – 53,49

800 m
- 1 Stefka Jordanova, Bulgarien – 2.02,65
- 2 Elfi Rost, Östtyskland – 2.02,83
- 3 Elsbieta Skowronska, Polen – 2.02,90

1 500 m
- 1 Ellen Tillel, Västtyskland – 4.16,17
- 2 Tonka Petrova, Bulgarien – 4.17,20
- 3 Iris Claus, Östtyskland – 4.21,49

60 m häck
- 1 Annelie Erhardt, Östtyskland – 8,02
- 2 Valeria Bufanu, Rumänien – 8,13
- 3 Teresa Nowak, Polen – 8,23

4 x 180 m
- 1 Västtyskland – 1.21,15
- 2 Österrike  – 1.23,33

(Endast två lag deltog)
4 x 360 m
- 1 Västtyskland – 3.10,85
- 2 Frankrike – 3.11,20
- 3 Polen – 3.11,65

Höjdhopp
- 1 Jordanka Blagojeva, Bulgarien – 1,92
- 2 Rita Gildemeister, Östtyskland  – 1,86
- 3 Milada Karbanová, Tjeckoslovakien – 1,86

Längdhopp
- 1 Diana Jorgova, Bulgarien – 6,45
- 2 Jarmila Nygrýnová, Tjeckoslovakien – 6,30
- 3 Miroslawa Sarna, Polen  – 6,15

Kulstötning
- 1 Helena Fibingerová, Tjeckoslovakien  – 19,08
- 2 Ludwika Chewinska, Polen  – 18,29
- 3 Antonina Ivanova, Sovjetunionen  – 18,25

## Medaljfördelning
| Medaljfördelning |                 |      |        |       |        |
| Plats            | Land            | Guld | Silver | Brons | Totalt |
| 1                | Västtyskland    | 6    | 2      | 0     | 8      |
| 2                | Bulgarien       | 3    | 1      | 0     | 4      |
| 3                | Östtyskland     | 2    | 9      | 5     | 16     |
| 4                | Polen           | 2    | 3      | 8     | 13     |
| 5                | Tjeckoslovakien | 2    | 3      | 3     | 8      |
| 6                | Frankrike       | 2    | 1      | 2     | 5      |
| 7                | Belgien         | 1    | 2      | 0     | 3      |
| 8                | Rumänien        | 1    | 1      | 0     | 2      |
| 9                | Ungern          | 1    | 0      | 0     | 1      |
|                  | Jugoslavien     | 1    | 0      | 0     | 1      |
|                  | Italien         | 1    | 0      | 0     | 1      |
|                  | Storbritannien  | 1    | 0      | 0     | 1      |
| 13               | Österrike       | 0    | 1      | 0     | 1      |
| 14               | Sovjetunionen   | 0    | 0      | 2     | 2      |
| 15               | Finland         | 0    | 0      | 1     | 1      |
|                  | Grekland        | 0    | 0      | 1     | 1      |